# 西田安範
西田 安範（にしだ やすのり、1962年1月17日 - ）は、日本の財務官僚。財務省大臣官房総合政策課長や理財局次長、主計局次長（末席）、防衛省整備計画局長、防衛審議官などを歴任した。

## 人物・経歴
大分県大分市出身。1980年 大分県立大分雄城台高等学校卒業。1984年 東京大学法学部第2類（公法コース）卒業、大蔵省入省。銀行局総務課。銀行局特別金融課、主税局総務課総務第一係長、八幡税務署長、国税庁調査査察部査察課長補佐、青森県総務部財政課長、財務省大臣官房企画官兼主税局税制第二課、大臣官房総合政策課長などを務める。2012年8月1日 大臣官房参事官（大臣官房担当）。2013年2月8日 理財局次長兼大臣官房参事官（大臣官房担当）。その後は内閣官房内閣審議官兼内閣官房社会保障改革担当室審議官、主計局次長（末席）、防衛省装備施設本部副本部長（航空機担当）、防衛省大臣官房審議官（予算、会計監査、安全保障対話・防衛交流、地域協力局担当）を経て、2017年7月28日 防衛省整備計画局長。2019年1月15日 防衛審議官。2020年8月5日 退官。同年11月東京海上日動火災保険顧問。2021年労働金庫連合会特別顧問。

## 著作
- 『図説日本の財政 平成23年度版』東洋経済新報社 2011年
- 『図説日本の財政 平成24年度版』東洋経済新報社 2012年